# Сакута, Евгений Игоревич
Евгений Игоревич Сакута (бел. Яўген Ігаравіч Сакута; род. 3 февраля 2000, Гродно) — белорусский футболист, полузащитник клуба «Юни Икс Лабс».

## Карьера

### «Неман» Гродно

#### Аренда в «Сморгонь»
Воспитанник футбольной академии гродненского «Немана». В 2015 году футболист отправился в «Академию АБФФ». В 2017 году футболист вернулся в гродненский клуб, где стал выступать за дублирующий состав. В июле 2018 года футболист на правах арендного соглашения присоединился к Сморгони» до конца сезона. Дебютировал за клуб футболист 27 июля 2018 года в матче Кубка Беларуси против минского «Торпедо», выйдя на замену во втором тайме. Первый матч в чемпионате футболист сыграл 4 августа 2018 года против «Барановичей», выйдя на поле в стартовом составе. Однако закрепиться в основной команде сморгонского клуба у футболиста не вышло, по окончании срока арендного соглашения вернувшись в гродненский «Неман».

#### Аренда в «Волну» Пинск
В гродненском клубе футболист продолжал выступать за дублирующий состав. В июле 2020 года футболист на правах арендного соглашения отправился выступать в пинскую «Волну» до конца сезона. Дебютировал за клуб футболист 22 августа 2018 года в матче против «Сморгони», выйдя на замену на 59 минуте. Дебютный гол за клуб футболист забил 21 ноября 2020 года в матче заключительного тура чемпионата против «Лиды». На протяжении сезона футболист был одним из основных игроков пинского клуба, чередуя матчи в стартовом составе и со скамейки запасных, отличившись своим единственным забитым голом. По итогу сезона футболист вместе с клубом завершил чемпионат на итоговом девятом месте. По окончании срока арендного соглашения футболист покинул клуб.

#### Аренда в «Белшину»
В марте 2021 года футболист на правах арендного соглашения присоединился к бобруйской «Белшине» до конца. Дебютировал за клуб футболист 18 апреля 2021 года в матче против пинской «Волны», выйдя в стартовом составе. Первым результативным действием за клуб футболист отличился 18 июля 2021 года в матче против могилёвского «Днепра», отдав голевую передачу. На протяжении сезона футболист выступал в бобруйском клубе в роли одного из основных игроков, преимущественно выходя на поле со скамейки запасных, отличившись 5 результативными передачами во всех турнирах. По итогу сезона футболист вместе с клубом стал серебряным призёром Первой лиги. В декабре 2021 года футболист покинул бобруйский клуб по окончании срока действия арендного соглашения.

#### Сезон 2022
В начале 2022 года футболист, вернувшись из аренды, присоединился к основной команде гродненского «Немана», вместе с которой стал готовиться к новому сезону. Дебютировал за клуб футболист 13 марта 2022 года в четвертьфинальном матче Кубка Беларуси против могилёвского «Днепра», выйдя на замену на 69 минуте. Дебютный матч в чемпионате футболист сыграл 16 апреля 2022 года против «Ислочи», выйдя на замену на 93 минуте. На протяжении сезона футболист выступал в клубе в роли игрока скамейки запасных, став чаще выходить на поле только со второй половины чемпионата, результативными действиями не отличившись. По итогу сезона футболист вместе с клубом завершили чемпионат на итоговом девятом месте. В марте 2023 года футболист покинул гродненский клуб.

### «Арсенал» Дзержинск
В марте 2023 года футболист на правах сводного агента перешёл в дзержинский «Арсенал», подписав контракт до конца сезона. Дебютировал за клуб футболист 2 апреля 2023 года в матче против петриковского «Шахтёра», выйдя на замену на 73 минуте. Первым результативным действием за клуб футболист отличился 14 мая 2023 года в матче против «Жодино-Южного», отдав голевую передачу. Своим дебютным забитым голом за клуб футболист отличился 3 июля 2023 года в матче против «Лиды». По итогу сезона футболист вместе с дзержинским клубом досрочно стал победителем Первой лиги. На протяжении сезона футболист выступал за клуб в роли одного из основных игроков клуба, отличившись 2 забитым голами и 6 результативными передачами.
В феврале 2024 года футболист продлил контракт с дзержинским клубом до конца сезона. Первый матч в новом сезоне футболист сыграл 5 апреля 2024 года против «Витебска», выйдя на поле в стартовом составе, также отличившись своим первым забитым голом. С самого начала сезона футболист потерял место в стартовом составе клуба, преимущественно выходя на поле со скамейки запасных. По итогу сезона футболист вместе с клубом завершил чемпионат на итоговом десятом месте в турнирной таблице. На протяжении всего сезона футболист так и продолжал выступать за клуб как игрок замены, большую часть матчей проведя на скамейке запасных, отличившись лишь своим единственным забитым голом. В декабре 2024 года футболист покинул дзержинский клуб по окончании срока действия контракта. 

### «Юни Икс Лабс»
В марте 2025 года футболист на правах свободного агента присоединился к минскому клубу «Юни Икс Лабс», подписав контракт до конца сезона. Дебютировал за клуб футболист 6 апреля 2025 года в матче против гомельского «Бумпрома», выйдя на замену на 59 минуте.

## Международная карьера
В 2016 году футболист был вызван в юношескую сборную Беларуси до 17 лет, для участия в международном турнире в Польше. В октябре 2016 года футболист вместе со сборной отправился на квалификационные матчи юношеский чемпионат Европы до 17 лет. В сентябре 2017 года футболист был вызван в юношескую сборную Беларуси до 19 лет на квалификационные матчи к юношескому чемпионату Европы до 19 лет. В 2017 году футболист также принимал участие в товарищеских матчах за юношескую сборную Беларуси до 18 лет.

## Достижения
«Арсенал» Дзержинск
- Победитель Первой лиги: 2023